# 鄭昂霄
郑昂霄（1270年—1329年），元朝地方官员，泽州阳城人。郑鼎的侄子，郑甫的儿子。
郑昂霄宿卫元世祖，以勤慎知名。至元十九年（1282年），参与攻打八番顺元蛮，晋升为定元大将军。参与攻打安西徭族，斩敌首梁君政，擢升为中奉大夫、广西两江都元帅。郑鼎的儿子鄭制宜官至枢密副使，以所袭万户授予郑鼎的弟弟郑廷瑞。郑廷瑞年老后，郑昂霄袭万户。郑昂霄于是辞任都元帅。大德五年（1301年），葛蛮雍真土官宋隆濟叛元，元成宗以郑昂霄率所部从分省讨伐，有功。入朝，赐银钞、锦段，进升为怀远大将军。延祐元年（1314年），进升为定远大将军。延祐三年（1316年），驻守广南。擢升为广西西江道宣慰使都元帅。泰定二年（1301年），袭任万户。安西徭反元，郑昂霄与左丞乞住讨伐。在郑昂霄的劝说下，洞寨八十五，男女八百余人归降，于是班师。天历元年（1328年）授湖广行省参知政事。率平阳、保定兵屯守河上，以儿子郑涛袭万户，不久改为枢密副使，两都之战，扼守潼关以御西兵。平息后，赐银钞，固辞。天历二年（1329年），再任湖广行省参知政事，与行省官脱欢，别薛、孛罗等率兵入蜀，讨伐囊加歹，赐表里衣甲、弓矢有差。四月，囊加歹归降，还师。郑昂霄告病，朝廷不允。八月，知贡举，郑昂霄留在贡院，向天发誓为国得人，不久去世，年六十岁。郑涛，因为担任万户不能去职丁忧，涕泣陈情，想要弃官归乡，朝廷准请。郑涛之妻范氏，丈夫去世后，哀毁而亡。